# متلازمة روتور
متلازمة روتور أو متلازمة روتر (بالإنجليزية: Rotor syndrome)‏ أو نوع روتور من فرط بيليروبين الدم (بالإنجليزية: Rotor type hyperbilirubinemia)‏ هو خلل وراثي نادر و حميد نسبيا ذو صفة متنحية،  يؤدي إلى زيادة البيليروبين المباشر، هو اضطراب متميز و لكنه مماثل لمتلازمة دوبين-جونسون.

## الأعراض
هناك العديد من التشابهات بين متلازمة روتور و متلازمة دوبين-جونسون باستثناء أن خلايا الكبد ليست مصبوغة. و الأعراض الرئيسية هيا اليرقان الغير مصاحب بحكة و ارتفاع البيليروبين في الدم، وخاصة البليروبين المقترن.
ويمكن التمييز بين متلازمة روتور ودوبن جونسون بالأشياء الاتية :
| متلازمة روتور                         | متلازمة روتور                          | متلازمة دوبن جونسون                                                                    |
| ------------------------------------- | -------------------------------------- | -------------------------------------------------------------------------------------- |
| مظهر الكبد                            | الانسجة طبيعية والمنظر طبيعي           | الكبد به صبغة سوداء                                                                    |
| تصوير المرارة                         | يمكن تصويوها عن طريق الفم              | لا يمكن تصويرها                                                                        |
| المحتوى الكلي لكوبروبورفيرين في البول | عالية و < 70% منه عبارة عن ايزومر واحد | طبيعية و > 80 % منه عبارة عن ايزومر واحد (البول الطبيعي يحتوي على ايزومر 3 > ايزومر 1) |

## الوراثة

متلازمة روتور ذو نمط متنحي في الوراثة.

تورث متلازمة روتور بطريقة جسدية ذات طابع متنحي،  و يشارك كل من جين SLCO1B1، و جين SLCO1B3 في متلازمة روتور ويستلزم حدوث طفرة في الجينات المذكورة لكي تنسأ هذه المتلازمة. إن الجين SLCO1B1، و جين SLCO1B3 هما المسئولان عن صنع كلا من البيبتد ناقل الأنيون العضوي رقم 1-ب-1 (OATP1B )والببتيد ناقل الانيون العضوي رقم 1-ب-3 (OATP1B3)على التوالي. تم العثور على كل من البروتينات في خلايا الكبد، فهي المسئولة عن نقل البيليروبين و المركبات الأخرى من الدم إلى الكبد بحيث يمكن تطهيرها من الجسم في الكبد، يذوب البيليروبين في سائل هضمي يدعى الصفراء ثم يفرز من الجسم. تؤدي الطفرات الجينية في جين SLCO1B1 و جين SLCO1B3 التي تسبب متلازمة روتور إلى تكوين بروتينات شاذة غير طبيعية OATP1B1 و OATP1B3 أو عدم تكون هذه البروتينات من الأساس. وبدون وظيفة بروتين النقل، يتم تناول البيليروبين من قبل الكبد و إزالتها من الجسم بكفاءة أقل، مما يؤدي إلى تراكم هذه المادة في الكبد و حدوث اليرقان.

## التشخيص
- اختبارات وظائف الكبد طبيعية.
- لا يوجد حبيبات مصبوغة في الكبد.

## العلاج
يستخدم الفينوباربيتول عادة لعلاج اليرقان.

## التسمية
سُميت متلازمة روتور باسم الطبيب الباطني الفلبيني أرتورو بيليزا روتور (1907-1988).
==
انظر أيضا ==
- متلازمة كريغلر-نجار
- متلازمة غلبرت
- بيليروبين
- يرقان

## روابط خارجية
- Hyperbilirubinemia, Conjugated في موقع إي ميديسين
- Rotor syndrome في معاهد الصحة الوطنية الأمريكية للأمراض النادرة
- مذكور في مدلاين بلس Jaundice – yellow skin